# (20380) 1998 KW47
A (20380) 1998 KW47 a Naprendszer kisbolygóövében található aszteroida. A LINEAR projekt keretében fedezték fel 1998. május 22-én.